# 第707特殊任務團
第707特殊任務團（中文俗稱707特戰營；：／）是韓國陸軍特戰司令部轄下的團級特種部隊，別名白虎部隊（백호부대）。
該部隊在2019年2月之前的名稱為“第707特殊任務營”（707th Special Mission Battalion）。

## 歷史
自1972年慕尼黑慘案後，韓國政府擔心即將舉辦的1988年夏季奧林匹克運動會會受到恐怖襲擊，故決定及時成立一支反恐部隊，707特殊任務營因而在1981年誕生。1984年，美國三角洲部隊的B中隊來到韓國為707特殊任務營進行訓練。
707特殊任務營分为6个连，2个突擊連负责执行反恐任务，每个连由四个14人小组组成；1個支援連、1個爆炸品處理連及1個由女兵組成的連隊組成，整支部隊的規模約有300人。其中女兵連可用作執行要員保護任務，或其他低調的作戰。
707特殊任務營專責於應對一切發生在韓國領土上的潛在恐襲威脅，它是韓國的主要反恐和快速應變部隊。該部隊的士兵擅長執行在城市地區的反恐作戰，或在緊急情況下構成一支陸軍快速應變部隊執行任務。該部隊的別名為“白虎”。
2019年2月起，為了更有效地應對各種威脅，原第707特殊任務營進行了重組及改名，并增加人员和装备，現在的名稱為“第707特殊任務團”（韓語：제707특수임무단）。
2024年12月3日，韩国总统尹錫悅宣布戒严，第707特殊任務團作为戒严部队一部分封锁韩国国会。

## 事故
在1982年大韓民國空軍C-123運輸機墜機事件中，機上47名707特殊任務營的士兵和另外6名機組人員全部遇難，是該部隊成立以來損失最多成員的一次意外。

## 訓練
第707特殊任務團與其他國家的特種部隊有聯合訓練，如美國陸軍三角洲部隊、聯邦調查局人質拯救隊、俄羅斯聯邦安全局阿爾法小組、英國陸軍特種空勤團、法國國家憲兵干預組、德國聯邦警察第9國境守備群、新加坡警察部隊警察特工隊、香港警務處特別任務連及中華民國憲兵特勤隊等。

## 已知裝備

### 個人武器

#### 手槍
| 武器名稱      | 原產地 | 備註   |
| ------------- | ------ | ------ |
| M1911A1       | 美国   | 已退役 |
| 貝瑞塔92F     | 義大利 | -      |
| IMI耶利哥941F | 以色列 | -      |
| HK USP9戰術型 | 德国   | -      |
| 大宇K5        |        | -      |
| SIG P226R     | 德国   | -      |
| 格洛克17      | 奥地利 | -      |
| 格洛克19      | 奥地利 | -      |

#### 衝鋒槍
| 武器名稱 | 原產地                                                             | 備註           |
| -------- | ------------------------------------------------------------------ | -------------- |
| HK MP5   | 德国                                                               | 包括衍生型MP5K |
| B&T MP9  | 瑞士                                                               | -              |
| B&T APC9 | 瑞士                                                               | -              |
| 大宇K7   |                                                                    | -              |
| 大宇K1A  | 5.56毫米口徑卡賓槍，被韓國軍隊定位為“衝鋒槍”；配搭皮卡汀尼導軌配件 |                |

#### 突擊步槍
| 武器名稱      | 原產地 | 備註                          |
| ------------- | ------ | ----------------------------- |
| FN SCAR L CQC | 比利时 | 現時的主力步槍，與K1A一同使用 |
| KAC SR-16     | 美国   | -                             |
| KAC KS3       | 美国   | -                             |
| Noveske N4    | 美国   | -                             |

#### 狙擊步槍
| 武器名稱      | 原產地 | 備註       |
| ------------- | ------ | ---------- |
| 精密國際AWM   | 英国   | -          |
| 斯泰爾SSG 69  | 奥地利 | -          |
| M24 SWS       | 美国   | -          |
| 巴雷特MRAD    | 美国   | -          |
| 大宇K14       |        | -          |
| HK MSG90      | 德国   | -          |
| M110 SASS     | 美国   | -          |
| HK G28        | 德国   | -          |
| DD5V4         | 美国   | -          |
| 精密國際AW50F | 英国   | 反器材步槍 |
| 巴雷特M107CQ  | 美国   | 反器材步槍 |

#### 輕機槍／通用機槍
| 武器名稱 | 原產地 | 備註 |
| -------- | ------ | ---- |
| 大宇K3   |        | -    |
| M60 E3   | 美国   | -    |

#### 霰彈槍
| 武器名稱    | 原產地 | 備註 |
| ----------- | ------ | ---- |
| 雷明登870   | 美国   | -    |
| USAS-12     |        | -    |
| 伯奈利M4    | 義大利 | -    |
| Kel-Tec KSG | 美国   | -    |

### 個人裝備
- 作戰服
  - 全黑工作服
  - 軍綠色工作服
  -  大韓民國陸軍特戰司令部數碼迷彩服
  -  Kryptek Mandrake迷彩服
  -  Kryptek Typhoon迷彩服
  -  Men in Forces TYR作戰服（大韓民國陸軍特戰司令部數碼迷彩樣式）
  -  Crye Precision G3／G4作戰服（黑色、Multicam及Multicam Black樣式）
- 戰術頭盔
  -  M88 PASGT（已退役）
  -  Ops-Core FAST Ballistic（黑色塗裝）
  -  Ops-Core FAST Bump（黑色塗裝）
  -  Ops-Core FAST SF（卡其色塗裝）
  -  Crye Precision Airframe Helmet（卡其色塗裝）
  -  Team Wendy Exfil LTP Ballistic（黑色塗裝）
- 抗噪耳機
  -  3M Peltor Comtac III
  -  MSA Sordin
  -  Ops-Core AMP
- 攜板背心
  -  LBT-6094（黑色樣式）
  -  Crye Precision AVS（Multicam、Multicam Black樣式）
  -  Crye Precision JPC 2.0（Multicam、Multicam Black及黑色樣式）
  -  Ferro Concepts FCPC V5（Multicam樣式）
  -  LBT 6094 G3（Multicam樣式）
- 牆角槍
- 夜視儀
  -  AN/PVS-14
  -  GPNVG-18
- 無線電

## 流行文化
- 2016年韓劇《太陽的後裔》：男主角劉時鎮所服役的部隊為第707特殊任務營。
- ：作为反恐部隊阵营的可用人物角色外表套裝出现，需要玩家等级达到一定等级后才可购买并使用。造型上穿著全黑作戰服、黑色戰術背心，並戴著功夫龍頭盔、黑色巴拉克拉瓦頭套及護目風鏡。
- ：在游戏的第二年的第四个追加下载内容“白雜訊行動”中增加了两名来自韩国第707特殊任务营的幹员,分別為Dokkaebi及Vigil。
- ：707部隊的幹員被派往柬埔寨逮捕恐襲嫌疑犯明海俊。
- 在中國大陸，由於樣板戲《奇襲白虎團》的影響，以及與首機師同樣以老虎作為部队徽記的緣故，707部隊常和首機師相混淆。